# Млодоженец, Станислав

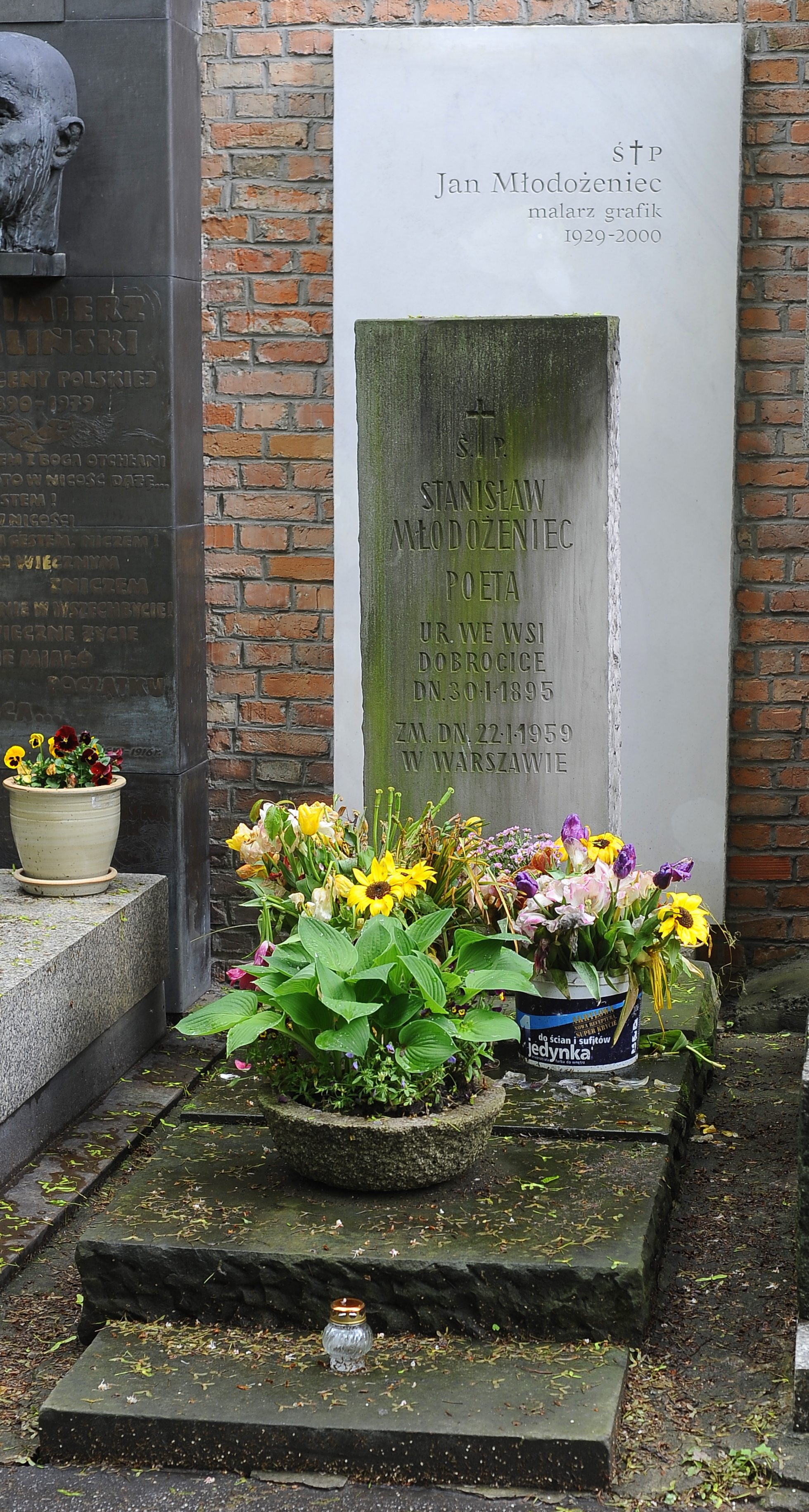
Надгробие

Станислав Млодоженец (пол. Stanisław Młodożeniec; 31 января 1895, с. Доброцице, Келецкая губерния (ныне Свентокшиское воеводство, Польша) — 21 января 1959, Варшава)
— польский поэт и прозаик. Один из зачинателей польского футуризма.

## Биография
Сын зажиточного крестьянина. В начале Первой мировой войны оказался в Москве, до 1918 года жил в России. Здесь начал писать свои первые стихи. В 1918 вернулся в Польшу. Поселился в Кракове. В 1918—1922 изучал полонистику в Ягеллонском университете. Там же познакомился с Бруно Ясенским. Сотрудничал с Титусом Чижевским, одним из основателей группы формистов. Будучи членом поэтической группы краковских футуристов, совместно с Бруно Ясенским основал литературный клуб футуристов «Katarynka» и организовал проведение первого вечера футуристической поэзии в Кракове.
После окончания университета с 1922 до 1939 — учительствовал в гимназиях Кельце, Замосць и Варшавы. С 1928 — редактор газеты «К солнцу» («Ku słońcu»). С середины 1930-х годов — член Союза сельской молодежи. Был деятелем крестьянской Народной партии (пол. Stronnictwo Ludowe).
После начала Второй мировой войны в составе частей отступающей польской армии, через Венгрию, Югославию и Константинополь, добрался до Сирии и Египта. Вступил в бригаду карпатских стрелков. В 1941—1942 редактировал «Польскую газету» в Иерусалиме. С 1942 — жил в Лондоне, работал секции пропаганды правительства Польши в Лондоне. В 1944—1954 — редактор газеты «Утро Польши». Сотрудничал с «Радио „Свободная Европа“/Радио „Свобода“». В 1957 году, уже будучи тяжело больным, вернулся на родину.
Умер в Варшаве. Похоронен на Аллее заслуженных на кладбище Старые Повонзки.

## Творчество
Дебютировал как поэт-экспериментатор. Был сельским футуристом-примитивистом, тематике сельской жизни посвятил большинство своих стихов. Ряд его произведений, посвящены ритмично-фонетическим стихотворным экспериментам, которые наделяли его стихи специфическим речитативным звучанием. Часть его поэзии относили к дадаизму.

## Избранные произведения
- сборники поэзии
  - Kreski i futureski (1921),
  - Kwadraty (1925),
  - Niedziela (1930),
  - Futuro-gamy i futuro-pejzaże (1934).
- Проза
  - Na Budzeniu (1937-38),
  - W dolinie małej wody (1958),
  - Wiosenne obrazki (1959),
  - Opowiadania (1976),
  - Sołtysowa obraza; Wyścigi(2001).